# 艾蒂安·博纳
艾蒂安·博纳（法語：Étienne Bonnes，1894年9月16日—），法国男子橄榄球运动员。他曾代表法国参加1924年夏季奥林匹克运动会橄榄球比赛，获得一枚银牌。